# 빌헬름 뮐러
빌헬름 뮐러(독일어: Wilhelm Müller, 1794년 10월 7일 ~ 1827년 9월 30일)는 독일의 시인이다. 데사우에서 출생하여, 베를린 대학을 졸업하였다. 1813년 프랑스와의 전쟁에 참전하였으며, 1817년 ~ 1818년 이탈리아 여행 후, 고향에서 김나지움 교사를 지냈다. 후기 낭만파에 속하는 서정 시인으로 맑고 깨끗한 민요풍의 시구는 읊기가 매우 쉽다. 많은 시를 썼는데, 〈보리수〉를 비롯한 〈겨울 나그네〉, 〈아름다운 물방앗간의 처녀〉등의 시는 슈베르트가 작곡하여 세계적으로 유명한 가곡이 되었다. 그 밖에 〈그리스인의 노래〉가 유명하다.

## 서지 사항
- 김재혁 옮김, 《겨울 나그네》[1], 민음사, 2017년 6월 30일 (독일어 원전 번역)